# ISO 3166-2:ET
ISO 3166-2:ET est l'entrée pour l'Éthiopie dans l'ISO 3166-2, qui fait partie du standard ISO 3166, publié par l'Organisation internationale de normalisation (ISO), et qui définit des codes pour les noms des principales administration territoriales (e.g. provinces ou États fédérés) pour tous les pays ayant un code ISO 3166-1.

## Administrations (2)am:āstedader
| Code ISO 3166-2 | Administration | Administration | Administration | Administration              |
| Code ISO 3166-2 | Nom amharique  | Nom amharique  | Nom anglais    | Nom français (non officiel) |
| --------------- | -------------- | -------------- | -------------- | --------------------------- |
| ET-AA           | አዲስ አበባ        | Ādīs Ābeba     | Addis-Abeba    | Addis-Abeba                 |
| ET-DD           | ድሬ ዳዋ          | Dirē Dawa      | Dire Dawa      | Dire Dawa                   |

## États régionaux (10)am:kilil,en:state
| Code ISO 3166-2 | État                      | État                                     | État                                        | État                                               |
| Code ISO 3166-2 | Nom amharique             | Nom amharique                            | Nom anglais                                 | Nom français (non officiel)                        |
| --------------- | ------------------------- | ---------------------------------------- | ------------------------------------------- | -------------------------------------------------- |
| ET-AF           | አፋር ክልል                   | Āfar                                     | Afar                                        | Région Afar                                        |
| ET-AM           | አማራ ክልል                   | Āmara                                    | Amara                                       | Région Amhara                                      |
| ET-BE           | ቤንሻንጉል-ጉምዝ ክልል            | Bīnshangul Gumuz                         | Benishangul-Gumaz                           | Région Benishangul-Gumuz                           |
| ET-GA           | ጋምቤላ ሕዝቦች ክልል             | Gambēla Hizboch                          | Gambela                                     | Région des peuples Gambela                         |
| ET-HA           | ሀረሪ ሕዝብ ክልል               | Hārerī Hizb                              | Harari People                               | Région du peuple Harari                            |
| ET-OR           | ኦሮሚያ ክልል                  | Oromīya                                  | Oromia                                      | Région de l’Oromie                                 |
| ET-SI           | ሲዳማ ክልል                   | Sīdama                                   | Sidama                                      | Région Sidama                                      |
| ET-SO           | ሶማሌ ክልል                   | Sumalē                                   | Somali                                      | Région Somali                                      |
| ET-TI           | ትግራይ ክልል                  | Tigray                                   | Tigray                                      | Région du Tigré                                    |
| ET-SN           | ደቡብ ብሔሮች ብሔረሰቦችና ሕዝቦች ክልል | YeDebub Bihēroch Bihēreseboch na Hizboch | Southern Nations, Nationalities and Peoples | Région des nations, nationalités et peuples du Sud |

## Historique
Historique des changements
- 10 décembre 2022 : Ajout d'une administration (bulletin d’information n° I-4)
- 3 novembre 2014 : Mise à jour de la Liste Source
- 27 novembre 2015 : Suppression du système de romanisation des subdivisions en eng; mise à jour de la Liste Source
- 9 avril 2019 : Modification de la catégorie de subdivision en anglais remplacer state par regional state; Mise à jour de la Liste Source
- 24 novembre 2020 : Correction du Code Source
- 15 novembre 2021 : Ajout d'un État régional ET-SI; Mise à jour de la Liste Source